# Битва в долині Дюн
Битва в долині Дюн (битва під Валь-ес-Дюн; фр. Bataille du Val-ès-Dunes) — битва між нормандськими баронами та військами короля Франції Генріха I й герцога Нормандії Вільгельма II у 1047 році. Розгром повсталих баронів дозволив герцогу Вільгельму утвердитись на нормандському престолі.

## Хід битви
Долина Дюн — рівнина в Нормандії на південному сході від Кана, між селищами Валмерай, Контевіль та Бургебу.
Вільгельм I (у подальшому король Англії Вільгельм I Завойовник) формально вважався герцогом Нормандії з 1037 року, після того, як його батько, герцог Роберт, помер у Нікеї. Йому було 20 років, він був незаконнонародженим й частина баронів, головним чином з Верхньої Нормандії не визнала його права. У 1037—1047 роках Нормандія переживала період анархії. У цей період відбулось кілька заколотів проти герцога. Черговий заколот було організовано Гі де Брійоном, сином бургундського графа Рено. Він схилив на свій бік крупних баронів західної Нормандії — Нігеля, віконта Кутанса, й Ральфа Тессона. Юного герцога підтримав французький король Генріх I. На початку 1047 року король ввів війська до Нормандії — через Аржантан до річки Лайзон, де до нього приєдналась армія герцога, що рухалась із Руана долиною Ожа.
Про хід і дату битви майже нічого не відомо. За легендами, герцог Вільгельм викликав на бій і переміг найсильнішого в Нормандії бійця Хардеса. Війська баронів почали тікати, багато загинуло під час відступу, затоптані конями, багато втопилось у річці Орн, що розлилась.
Гі де Брійон не брав участі у битві, його замок було взято в облогу пізніше. Граф здався на умовах збереження життя, та його відпустили до Бургундії. З цього моменту герцог став фактичним правителем Нормандії. Восени в Кані було скликано церковний собор, що відновив у Нормандії Божий Мир.